# Бюдесхайм (Айфель)
Бюдесхайм (нем. Büdesheim) — община в Германии, в земле Рейнланд-Пфальц.
Входит в состав района Айфель-Битбург-Прюм. Подчиняется управлению Прюм. Население составляет 587 человек (на 31 декабря 2010 года). Занимает площадь 13,54 км².